# Machaon (mythologie)
Pour les articles homonymes, voir Machaon.
Dans la mythologie grecque, Machaon (en grec ancien Μαχάων / Makháôn) est un héros de la guerre de Troie, chirurgien du camp grec.

## Mythe

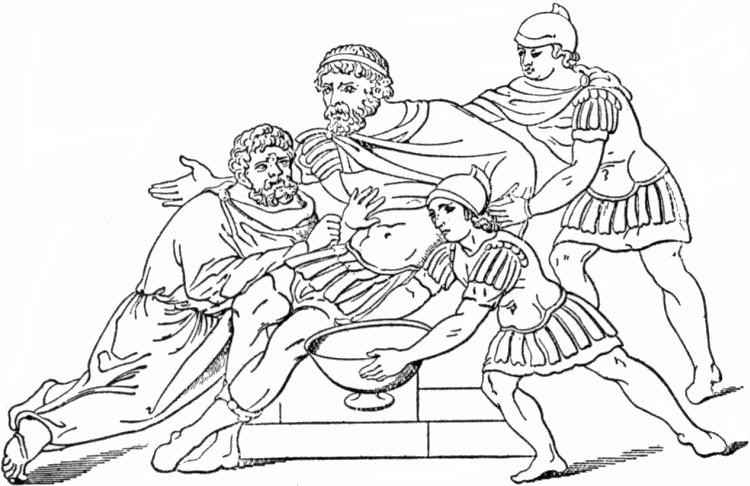
Machaon chirurgien soigne la plaie de Ménélas.

Fils d'Asclépios et d'Épione, il est marié à Anticlée (de), ce qui le rend père d'Aléxanor, Sphyros, Polémocratès, Nicomaque et Gorgasos. 
Quand vient la guerre de Troie, il mène trente-neuf nefs thessaliennes de Trikké, Ithômé et Œchalie avec son frère Podalire. Tous deux servent de chirurgiens aux Grecs, Machaon soignant notamment Philoctète et Ménélas après que ce dernier ait reçu une flèche tirée par Pandare pendant la guerre. 
Dans l'Iliade, il est blessé et mis un temps hors de combat par Pâris. Il fait également partie des guerriers cachés à l'intérieur du cheval de Troie. 
Les traditions divergent sur sa mort : selon Homère, il est tué par Eurypyle, fils de Télèphe, mais Apollodore le fait mourir de la main de Penthésilée, reine des Amazones. Il fut enterré à Gerenia en Messénie, où il était vénéré par le peuple.

## Interprétation
Avec son frère Podalire, Machaon est l'un des représentants des Jumeaux divins indo-européens. Conformément à leur fonction de guérir « ramener à la santé », ils pratiquent la médecine.

## Postérité
La famille d’Aristote prétendait descendre de Machaon.

## Sources
- Pseudo-Apollodore, Bibliothèque [détail des éditions] [lire en ligne] (III, 10, 8).
- Diodore de Sicile, Bibliothèque historique [détail des éditions] [lire en ligne] (IV, 71, 4).
- Homère, Iliade [détail des éditions] [lire en ligne].
- Hygin, Fables [détail des éditions] [(la) lire en ligne] (XCVII ; CVIII).
- Pausanias, Description de la Grèce [détail des éditions] [lire en ligne] (II, 11, 5 ; IV, 30, 3).
- Properce, Élégies [détail des éditions] [lire en ligne] (II, 1, 59).
- Quintus de Smyrne, Suite d'Homère [détail des éditions] [lire en ligne] (VI, 408).
- Virgile, Énéide [détail des éditions] [lire en ligne] (II, 263).

### Articles liés
- Asclépios et Podalire
- Médecine en Grèce antique